# Mihály Szemes
Dans le nom hongrois Szemes Mihály, le nom de famille précède le prénom, mais cet article utilise l’ordre habituel en français Mihály Szemes, où le prénom précède le nom.
Mihály Szemes est un réalisateur hongrois né le 23 juillet 1920 à Budapest, et mort dans la même ville le 3 octobre 1977.

## Filmographie partielle
- 1953 : La mer se lève (Föltámadott a tenger)
- 1957 : Dani
- 1959 : Kölyök
- 1960 : Alázatosan jelentem
- 1961 : Les cigognes s'envolent à l'aube (Alba Regia)
- 1964 : Új Gilgames
- 1967 : Édes és keserü
- 1969 : Az alvilág professzora
- 1970 : Érik a fény
- 1973 : Kincskeresö kisködmön

## Récompenses
- Prix Béla Balázs 1961